# 岡田准一
岡田 准一（おかだ じゅんいち、1980年〈昭和55年〉11月18日 - ）は、日本の俳優、タレント、歌手、武術家、柔術家。男性アイドルグループ・V6、Coming Century（カミセン）の元メンバー（最年少）。
大阪府枚方市出身。AISTON所属。妻は女優の宮﨑あおい。4児の父。義兄は元俳優の宮﨑将。

## 来歴
1995年、日本テレビのバラエティ番組『天才・たけしの元気が出るテレビ!!』のコーナー「ジャニーズ予備校」に母親が応募し、オーディションに合格する。それから間もない同年9月、バレーボールワールドカップの公式応援団として結成されたV6のメンバーに選ばれ、同年11月1日発売の「MUSIC FOR THE PEOPLE」でCDデビュー。当時14歳で、ジャニーズ事務所史上最短でのCDデビューであった。V6での活動も開始する。
1999年、堀越高等学校を卒業。クラスメイトに俳優の高橋一生、歌手の佐々木秀実がいる。
2003年、主演の映画『COSMIC RESCUE（コスミック・レスキュー）』で映画初出演。同年には、2002年放送の主演テレビドラマ『木更津キャッツアイ』の映画化作品『木更津キャッツアイ 日本シリーズ』で、単独での映画初主演を果たす。
2006年、『木更津キャッツアイ』シリーズの続編映画『木更津キャッツアイ ワールドシリーズ』が公開。同シリーズ作品のキャスト・スタッフの一員として木更津市民栄誉賞を受賞。
同年、主演映画『花よりもなほ』の演技で日刊スポーツ映画大賞・石原裕次郎新人賞を受賞。翌2007年、同作で第49回ブルーリボン賞・主演男優賞にノミネートされたが、事務所側の意向により辞退を申し入れた。
2009年5月21日、バラエティ番組『ぐるぐるナインティナイン』（日本テレビ系）の人気企画『グルメチキンレース・ゴチになります!』にゲスト出演。初挑戦にして誤差0円で1位となり、ピタリ賞として100万円を手にした（ゲストとしては史上3人目）。以降も同企画には5回出演している。
2013年4月から、出身地の枚方市に位置する遊園地・ひらかたパークのイメージキャラクター「超（）ひらパー兄さん」を務めている。
2014年、『軍師官兵衛』でNHK大河ドラマ初出演にして主演を務める。
2015年、第38回日本アカデミー賞において『永遠の0』で最優秀主演男優賞を、『蜩ノ記』で最優秀助演男優賞をダブル受賞した。男優賞での最優秀賞のダブル受賞は同賞で初めて。また、現役のジャニーズ事務所所属タレントの日本アカデミー賞受賞も初のことだった。
2017年12月23日、女優の宮﨑あおいと結婚したことを、2人の連名によるFAXで発表した。
2018年、主演作品『散り椿』が、第42回モントリオール世界映画祭で最高賞に次ぐ審査員特別グランプリを受賞。
2018年10月、妻の宮﨑あおいとの間に第1子男児が誕生。2025年時点まで、4人の子を授かっている。
2021年11月1日、V6が解散（同時にComing Centuryも活動終了）。それに伴いソロタレントとなる。
2023年10月2日、同年11月30日を以ってジャニーズ事務所（現SMILE-UP.）を退所することを発表、以降は個人事務所を設立することとした。
2023年11月30日、この日を以ってSMILE-UP.を退所した。翌日の12月1日、個人事務所「AISTON」を設立し、公式サイトを開設した。

## 人物
『天地明察』の舞台挨拶で、出演者が何のオタクであるかを発表することになった際、「歴史と格闘技オタク」であることを明かしており、その中の一人として「三国志」の曹操を挙げている。
格闘技を始めたきっかけは、自身が主演を務めたフジテレビ系ドラマ『SP 警視庁警備部警護課第四係』だという。その後世界中の格闘技・武術を調べ、本格的に中村頼永やダン・イノサントに師事し、2010年9月28日にカリ（エスクリマ）、ジークンドー（截拳道）のインストラクター認定を受けた。後に、USA修斗のインストラクターの資格も取得。ブラジリアン柔術も黒帯に昇段した。
2023年8月、俳優・玉木宏と共に8月31日ラスベガスで開催される世界最大規模のブラジリアン柔術の大会『ワールドマスター2023』にエントリーしたことが同大会の公式サイトで発表された。2人は「Carpe Diem」所属として出場し、岡田は「マスター3茶帯ライトフェザー級」のカテゴリーにおいて2回戦敗退という結果であった。
15～6歳の頃からカメラが趣味である。2009年・2016年には自身が主演を務める映画とタイアップした写真展を開催。また2022年に自身が所属していたグループ・V6のメンバーを被写体に、解散が決まってから解散した日までの2年間を収めた写真展「Guys 俺たち」を東京表参道 SPIRAL・大阪 SEASIDE STUDIO CASOにて開催した。
ピアノを習っていたことがあり、ライブ中にもピアノの演奏を披露することがあった。
小学2年の時に両親が離婚しているが、父親のことは覚えている。中学3年でV6に加入してから、母親とは年に1回会えるかどうかである。母親には「男なんだから自分で考え、自分で責任を持ちなさい」と言われて育った。母親はピアノ講師をしており、女手ひとつで姉と岡田を育てた。
2010年10月24日放送の『ボクらの時代』で「20歳になったらジャニーズ事務所を辞め、中学校の社会の先生になりたかった」と明かしている。
俳優の高橋一生とは高校時代からの付き合いであり、仲が良い。

## 受賞歴
2006年
- 第9回日刊スポーツ・ドラマグランプリ 助演男優賞 - 『タイガー&ドラゴン』[43]
- 木更津市民栄誉賞[15][44]
- 第19回日刊スポーツ映画大賞・石原裕次郎賞 石原裕次郎新人賞 - 『花よりもなほ』[16]

2008年
- 第56回ザテレビジョンドラマアカデミー賞 主演男優賞 - 『SP 警視庁警備部警護課第四係』[45]

2014年
- 第27回DVD&ブルーレイでーた大賞 ベスト・タレント賞
- 第39回報知映画賞 主演男優賞 -『永遠の0』[46]
- 第27回日刊スポーツ映画大賞・石原裕次郎賞 主演男優賞 - 『永遠の0』『蜩ノ記』[13]

2015年
- 第38回日本アカデミー賞
  - 最優秀主演男優賞 - 『永遠の0』[19]
  - 最優秀助演男優賞 - 『蜩ノ記』[19]
  - 話題賞 俳優部門 - 『永遠の0』[47]
- 第83回ザテレビジョンドラマアカデミー賞 主演男優賞 - 『軍師官兵衛』[48]

2017年
- 第40回日本アカデミー賞 優秀主演男優賞 - 『海賊とよばれた男』[49]

2018年
- 第41回日本アカデミー賞 優秀主演男優賞 - 『関ヶ原』

2019年
- 第42回日本アカデミー賞 優秀主演男優賞 - 『散り椿』[50]
- ジャパンアクションアワード2019 ベストアクション男優賞最優秀賞 - 『散り椿』[51][52]

2020年
- 第28回橋田賞 - 『白い巨塔』[53]

2021年
- anan AWARD 2021 大賞[54]

2022年
- 第64回ブルーリボン賞 主演男優賞 - 『ザ・ファブル 殺さない殺し屋』『燃えよ剣』[55]

2023年
- 第21回日本映画批評家大賞 特別主演男優賞 - 『ヘルドッグス』[56]

## 出演
主演作品は役名を太字で表示

### テレビドラマ

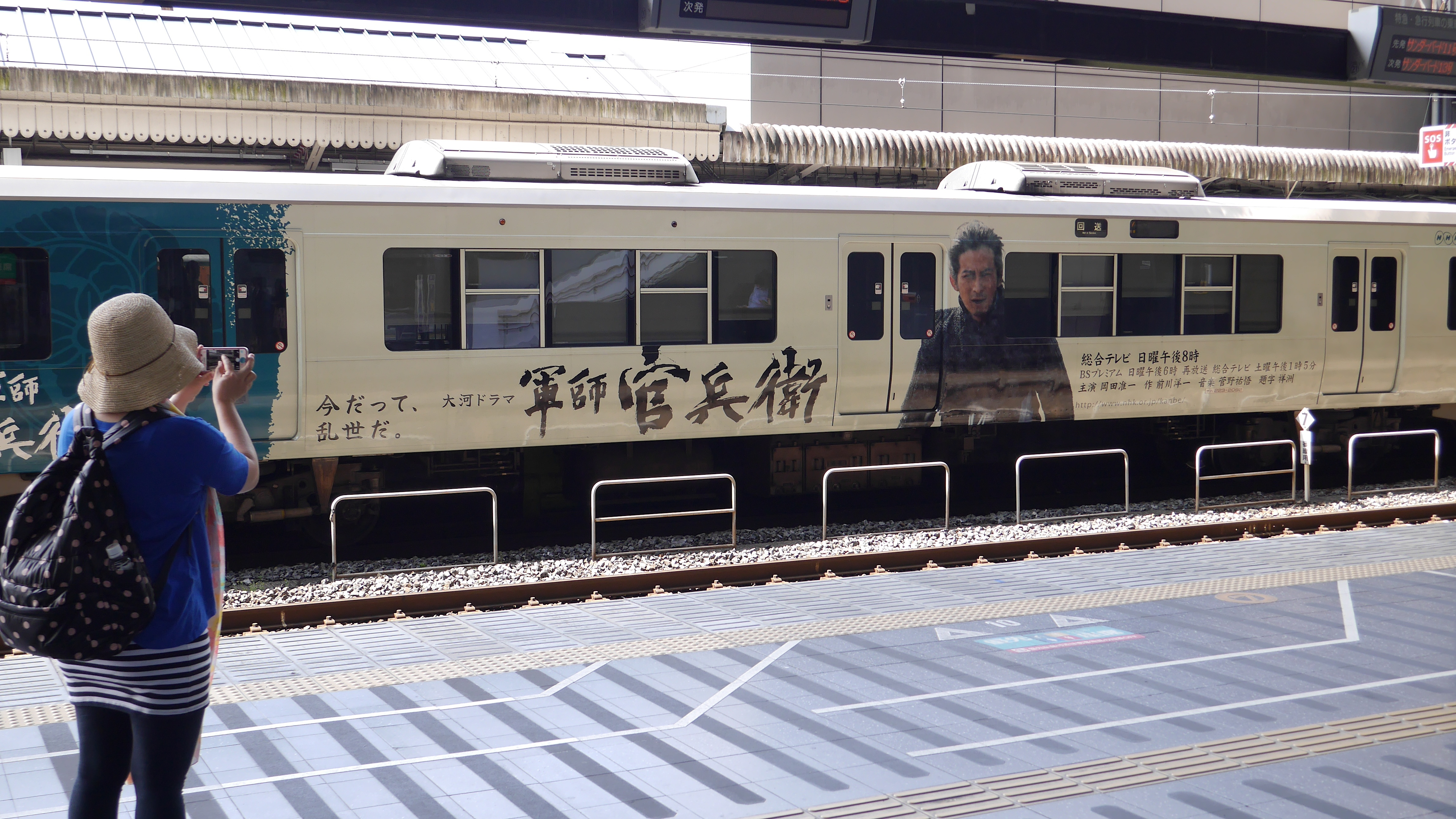
軍師官兵衛のラッピング車両

- Vの炎（1995年10月9日 - 11月2日、フジテレビ） - 岡田准一 役
- D×D（1997年7月 - 9月、日本テレビ） - 木原虎之介 役
- PU-PU-PU-（1998年10月 - 12月、TBS） - 主演・小峰和哉 役（Coming Century主演）
- 新・俺たちの旅 Ver.1999（1999年7月 - 9月、日本テレビ） - 主演・熊沢伸六 役（Coming Century主演）
- ディア・フレンド（1999年11月29日、TBS） - 山室裕司 役
- モナリザの微笑（2000年1月 - 3月、フジテレビ） - 岡島卓郎 役
- オヤジぃ。（2000年10月 - 12月、TBS） - 神崎正 役
- 天国に一番近い男 教師編 第1話（2001年4月13日、TBS） - 岡田准一 役（ゲスト出演）
- 反乱のボヤージュ（2001年10月6日・7日、テレビ朝日） - 主演・坂下薫平 役
- 忠臣蔵1/47（2001年12月28日、フジテレビ） - 大石主税 役
- 木更津キャッツアイ（2002年1月 - 3月、TBS） - 主演・ぶっさん（田渕公平） 役
- 演技者。（フジテレビ）
  - TEXAS（2002年5月21日 - 6月11日） - 四ツ星 役
  - 寿司と祭壇（2003年1月7日 - 1月28日） - 主演・筒井大輔 役
- 恋愛偏差値〈第一章〉燃えつきるまで（2002年7月、フジテレビ） - リュージ 役
- 池袋ウエストゲートパーク SOUPの回（2003年3月28日、TBS） - ぶっさん（田渕公平） 役（友情出演）
- 末っ子長男姉三人（2003年10月 - 12月、TBS） - 柏倉一郎 役
- 大化改新（2005年1月1日・2日、NHK総合） - 主演・中臣鎌足役
- 冬の運動会（2005年1月4日、日本テレビ） - 主演・北沢菊男 役
- タイガー&ドラゴン（2005年1月9日・4月15日 - 6月24日、TBS） - 主演・谷中竜二 役（長瀬智也とW主演）
- 虹を架ける王妃（2006年11月24日、フジテレビ） - 主演・李垠 役（菅野美穂とW主演）[57]
- SP 警視庁警備部警護課第四係（フジテレビ） - 主演・井上薫 役[58]
  - （2007年11月3日 - 2008年1月26日）
  - SP スペシャルアンコール特別編（2008年4月5日）
  - SPドラマスペシャル 革命前日（2011年3月5日）[59]
- 大河ドラマ（NHK総合）
  - 軍師官兵衛（2014年） - 主演・黒田官兵衛（如水） 役[18]
  - どうする家康（2023年） - 織田信長 役[60]
- 図書館戦争 BOOK OF MEMORIES（2015年10月5日、TBS） - 主演・堂上篤 役[61]
- 白い巨塔（2019年5月22日 - 26日、テレビ朝日） - 主演・財前五郎 役

### 映画
- COSMIC RESCUE（2003年7月11日公開） - 澤田東 役（Coming Century主演）
- ハードラックヒーロー（2003年9月28日公開） - 浅井タカシ 役（V6主演）
- 木更津キャッツアイ - 主演・ぶっさん（田渕公平） 役
  - 木更津キャッツアイ 日本シリーズ（2003年11月1日公開）
  - 木更津キャッツアイ ワールドシリーズ（2006年10月28日公開)
- 東京タワー（2005年1月15日公開） - 主演・小島透 役
- フライ,ダディ,フライ（2005年7月9日公開） - 主演・朴舜臣 役
- ホールドアップダウン（2005年10月28日公開） - 沢村光一 役 （V6主演）
- 花よりもなほ（2006年6月3日公開） - 主演・青木宗左衛門 役
- 陰日向に咲く（2008年1月26日公開） - 主演・シンヤ 役
- おと・な・り（2009年5月16日公開） - 主演・野島聡 役
- SP THE MOTION PICTURE - 主演・井上薫 役
  - SP THE MOTION PICTURE「野望篇」（2010年10月30日公開）[59]
  - SP THE MOTION PICTURE「革命篇」（2011年3月12日公開）[59]
- 天地明察（2012年9月15日公開） - 主演・安井算哲（渋川春海） 役[62]
- 図書館戦争 - 主演・堂上篤 役
  - 図書館戦争 (2013年4月27日公開）[63]
  - 図書館戦争 THE LAST MISSION（2015年10月10日公開)[64]
- 永遠の0（2013年12月21日公開） - 主演・宮部久蔵 役[65]
- 蜩ノ記（2014年10月4日公開） - 檀野庄三郎 役[66]
- エヴェレスト 神々の山嶺（2016年3月12日公開） - 主演・深町誠 役[67]
- 海賊とよばれた男（2016年12月10日公開） -主演・ 国岡鐡造 役[68]
- 追憶（2017年5月6日公開） - 主演・四方篤 役[69]
- 関ヶ原（2017年8月26日公開）-主演・ 石田三成 役[70]
- 散り椿（2018年9月28日公開） - 主演・瓜生新兵衛 役[71]
- 来る（2018年12月7日公開） - 主演・野崎 役[72]
- ザ・ファブル - 主演・佐藤アキラ（ファブル） 役※ファイトコレオグラファーも兼任
  - ザ・ファブル（2019年6月21日公開）[73]
  - ザ・ファブル 殺さない殺し屋（2021年6月18日公開)[74][75]
- 燃えよ剣（2021年10月15日公開[76]）-主演・ 土方歳三 役[77]
- ヘルドッグス（2022年9月16日公開） - 主演・兼高昭吾 / 出月梧郎 役[78]※技闘デザインも兼任
- 人生クライマー 山野井泰史と垂直の世界（2022年11月25日公開）- ナレーション[79]
- 最後まで行く（2023年5月19日公開） - 主演・工藤祐司 役[80]
- BAD LANDS バッド・ランズ（2023年9月29日公開、東映 / ソニー・ピクチャーズエンタテインメント） - アロハシャツを着た謎の男（友情出演）[81]
- SUKIYAKI 上を向いて歩こう（2026年公開予定） - 主演・中村八大 役[82]

### 舞台
- SHOW劇'97 MASK（1997年）
- エレクトラ（2003年） - オレステス 役[83]

### テレビアニメ
- クレヨンしんちゃん（2019年5月17日、テレビ朝日） - 財前五郎 役[84]

### 劇場アニメ
- ゲド戦記（2006年7月29日公開） - 主演・アレン 役[85]
- コクリコ坂から（2011年7月16日公開） - 風間俊 役[86]

### 吹き替え
- サンダーバード（2004年8月7日公開） - アラン・トレーシー〈ブラディ・コーベット〉 役

### 配信ドラマ
- イクサガミ（2025年11月配信予定、Netflix） - 主演・嵯峨愁二郎 役[87]

### ラジオ
- GROWING REED（2005年4月 - 、J-WAVE）

### テレビ番組
- ぐるぐるナインティナイン（日本テレビ）
  - グルメチキンレース・ゴチになります!に5回出演。
    - 1回目は1位でピタリ賞100万円獲得。
- ザ・プロファイラー 〜夢と野望の人生〜（2012年7月7日 - 、NHK BSP）- 司会[88][89][90][91]
- 第64回NHK紅白歌合戦（2013年12月31日、NHK総合・ラジオ第1） - ゲスト審査員
- レギュラー番組への道「明鏡止水〜武のKAMIWAZA〜」（NHK BSP、2022年度はNHK総合） - 司会 
  - 「一の巻 香取神道流」（2021年1月8日）
  - 「二の巻 武神館」（2021年1月15日）
  - 「三の巻 躰道」（2021年6月25日）
  - 「四の巻 幕末の剣術」（2021年7月2日）
  - 「五の巻 弓馬の道・居合」（2022年1月2日）
  - 「一の段 空手の一撃必殺」（2022年4月9日）
  - 「二の段 最強!?武蔵の剣」（2022年4月16日）
  - 「三の段 柔術温故知新」（2022年11月5日）
  - 「四の段 武の原点?少林拳」（2022年11月12日）
- 新・街道をゆく 三浦半島記（2022年8月6日、NHK BSP・BS4K）
- 明鏡止水〜武のKAMIWAZA〜（2023年1月11日 - 3月1日、NHK総合） - MC[92][注 2]
  - 明鏡止水〜武のKAMIWAZA〜 武のSEKIGAHARA（2023年8月16日、NHK総合） - MC[93]
  - 明鏡止水〜武のKAMIWAZA〜 武の闘球（2023年9月9日、NHK総合） - MC
- 明鏡止水 武の五輪（2024年5月22日 - 7月24日、NHK総合） - MC
- 第34回JNN企画大賞「たたらの國 奥出雲」（2025年1月18日、制作：山陰放送、TBS系列全国28局） - 旅人[94]
- ヒマラヤの“青き山”へ 〜ニルギリ 未踏ルートに挑む〜（2025年2月1日、NHK BS）- 語り[95]

### CM
現在
- アサヒビール
  - 旬果搾り（2007年）
  - スーパードライ 生ジョッキ缶（2023年3月7日 - ）[96]
- 京阪電気鉄道「ひらかたパーク」（2013年4月18日 - ）- 超ひらパー兄さん[2][97]
- ライオン「システマ」（2014年 - ）
- 日本特殊陶業（2016年 - ）[98]
- セントラル警備保障（2019年 - ）[99]
- 日本マクドナルド
  - マック・THE・チキン（2022年10月 - 11月）[100]
  - 時をかけるバーガー（2022年10月 - 11月）[101]
  - 朝マック（2023年1月 - ）[102]
  - スパイシーチキンマックナゲット（2023年1月 - ）[103]
  - プリプリエビプリオ（2024年9月 - ）[104]
  - チキチキン THE ガーリックペッパー（2024年10月 - ）[105]
  - ダブルチーズバーガー（2024年11月 - ）[106]
  - プレミアムロースト アイス コーヒー（2025年5月 - ）[107]
- 東急リバブル「東急リバブルの人。」（2022年10月20日 - ）[108]

過去
- 森永乳業「ピクニック」
- セガ「プリファン」
- 日本コカ・コーラ「コカ・コーラ」（2003年）
- サントリー「ピュアモルトウイスキー北社12年」（2004年 - 2005年）
- 資生堂
  - 水分ヘアパック（2004年 - 2005年）
  - uno（2006年） - 田渕公平 役
- ソフトバンク

- - ボーダフォン（2005年）[109]
  - ギガ国物語（2019年）[110][111][112][113][114][115]
  - 俺たちの旅（2019年）[116]

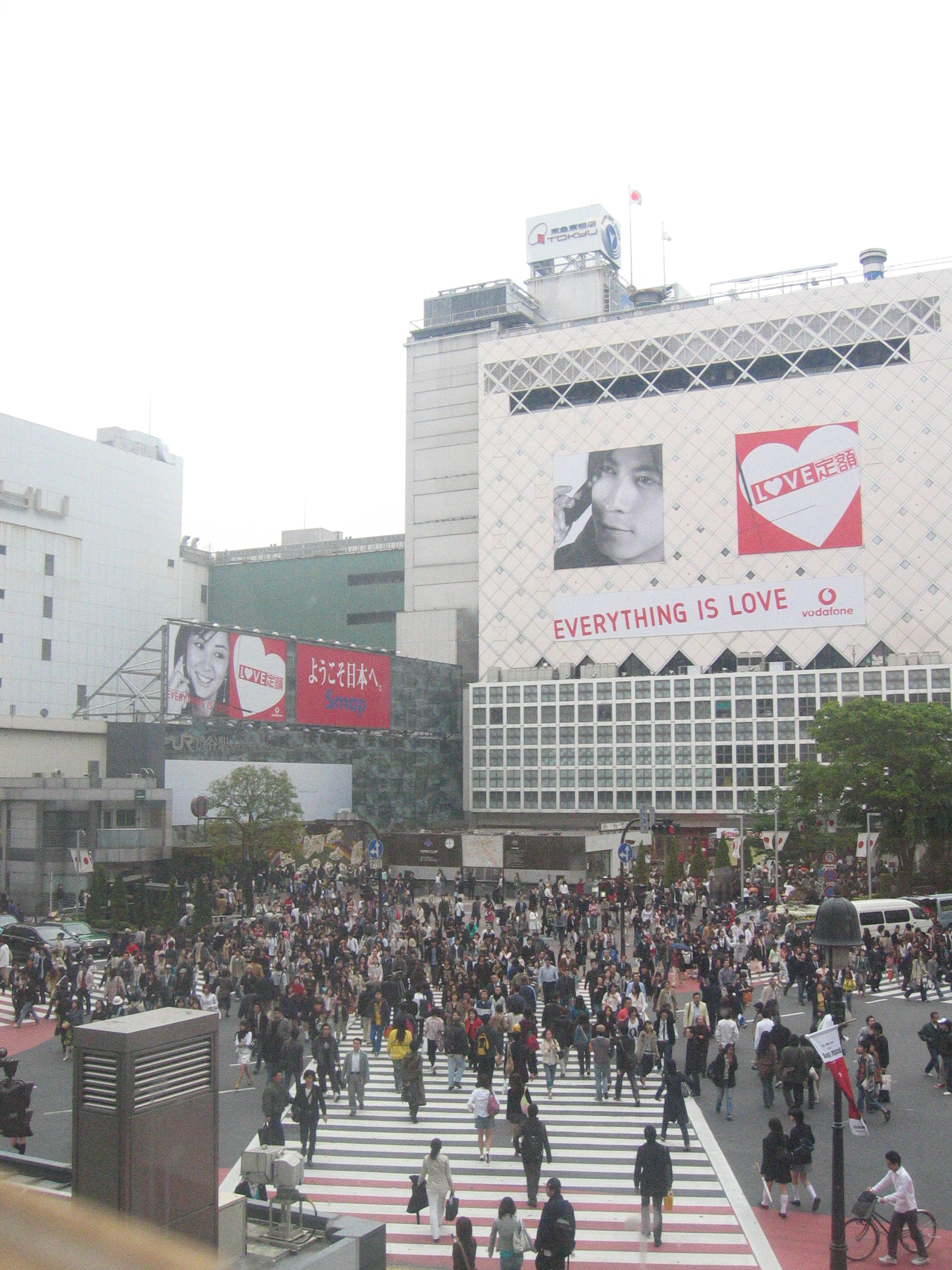
2006年

  - SoftBank学割（2019年 - 2020年）[117][118][119][120]
- 江崎グリコ
  - ポスカム（2006年3月 - 2007年）
  - パピコ（2008年4月 - 2012年）
  - ゆずスムージー（2010年）
- ライトオン「Right-on」（2006年11月 - 2008年）
- サントリーフーズ「PEPSI NEX」（2008年）[121]
- 大和ハウス工業「なんでダイワハウスなんだ?」（2008年）[122]
- ソニー
  - サイバーショット（2008年9月 - 2010年）[123][124]
  - α（2008年9月 - 2009年）[123]
  - α550（2009年）
  - ハンディカム（2009年）[124]
- 旭化成ホームプロダクツ
  - サランラップ（2010年3月 - 2012年）[125]
  - ジップロック（2013年）
- ダイハツ工業「ムーヴ」（2010年12月 - 2012年）[126]
- キリンビバレッジ「FIRE」（2011年3月 - 2012年）[127]
- 大塚製薬「UL・OS 薬用スキンウォッシュ」（2012年4月21日 - 2015年）[128]
- 日本生命保険「みらいのカタチ」（2013年3月 - 2015年）
- 日本能率協会マネジメントセンター「NOLTY」（2013年11月 - 2016年）[129]
- サッポロビール「麦とホップ The gold」（2014年2月 - 2017年）[130]
- 明治「ブルガリアヨーグルト」（2014年3月 - 2019年）[131]
- King
  - キャンディークラッシュ（2014年4月 - 2015年）[132]
  - キャンディークラッシュソーダ（2015年2月 - 4月）[133]
- 東洋水産「マルちゃん正麺 カップ」（2015年10月 - 2017年）[134]
- メガネトップ「眼鏡市場」（2015年12月 - 2016年）[135]
- 久光製薬「フェイタス」（2017年4月 - 2023年3月）[136]
- あいおいニッセイ同和損保
  - タフ・つながるクルマの保険（2018年6月 - 2024年6月）
  - テレマティクス自動車保険（2021年10月25日 - 2024年6月）[137]
- LIXIL「講談師」（2019年8月 - 2020年）
- サントリースピリッツ「-196℃ ストロングゼロ」（2020年10月 - 2021年）
- AKKODiSコンサルティング「AKKODiS」（2023年3月1日 - 2024年）[138]
- MAMMUT（2023年 - 2024年） - アンバサダー[139][140]

### イベント
- 岡田准一写真展『Guys 俺たち』（2022年4月8日 - 21日、東京・スパイラルホール / 8月6日 - 21日、大阪・シーサイドスタジオCASO）[141]

## 作品

### ソロ楽曲
- Truth（1998年）
- ユメニアイニ（2005年）
- NO "FIN"（2007年）
- Shall we Love?（2009年）
- ヨロコビノウタ（2010年）

### 参加楽曲

#### シングル
- シーサイド・ばいばい（2006年10月25日） - 木更津キャッツアイ feat. MCU

## 書籍
- オカダのはなし（2014年1月15日、マガジンハウス）ISBN 978-4-8387-2537-3

### 雑誌連載
- Olive「Tempo Rubato」（2003年3月号 No.437 - 2003年8月号 No.442、マガジンハウス）
- Myojo「虹の橋で踊ろう!」（2004年1月号 - 2011年3月号、集英社） - 井ノ原快彦と共同連載。
- anan（マガジンハウス）
  - 「岡田准一のEXPOSURE」（2004年10月6日号 No.1432 - 2013年12月25日発売 No.1887）
  - 「岡田准一 軍師官兵衛ルポ。」（2013年12月25日発売 No.1887 - 2014年12月10日発売 No.1934）
  - 「EXPOSURE season2『オカダのジショ』」（2015年1月14日号 No.1937 - ）

### 写真集
- 『Guys 俺たち』（2022年4月8日）[141]